# Campo di via Goldoni
Il campo Virgilio Fossati, noto anche come campo di via Goldoni o semplicemente campo Goldoni, fu lo stadio dell'Inter dal 1913 al 1930. La via Carlo Goldoni, presso la quale era ubicato, è nelle immediate vicinanze della attuale piazza Novelli, all'epoca piazza Gustavo Modena.

## Storia
Dopo il campo di Ripa Ticinese, l'Inter usò per giocare le sue partite il campo di via Goldoni. Esso venne inaugurato, con la presenza del console svizzero e dell'avvocato torinese Antonio Scamoni per rappresentare la FIGC, il 1º gennaio del 1913 con la partita Inter-Lazio 3-1. Prima del match fu pronunciato un discorso inaugurale dal vicepresidente dell'Inter, Hirzel.
Il 17 maggio 1928, in occasione dell'ultima gara di andata del girone finale di Divisione Nazionale (Inter-Juventus 1-4) e a margine della celebrazione del ventennale della società interista, il campo fu intitolato a Virgilio Fossati, storico capitano nerazzurro e della nazionale italiana caduto in guerra nel 1916. La stagione, conclusasi con il meritato scudetto, ebbe degli strascichi "legali".
Alla 15ª giornata di ritorno, 15 giugno 1930, Ambrosiana e Genova 1893 si incontrarono a Milano sul campo di Via Goldoni e fu l'ultima chance dei genovesi per dimezzare i 4 punti che la dividevano dalla capolista. Le vecchie tribune in tubolare e legno erano stracolme di spettatori e prima dell'inizio della partita, dopo un sinistro scricchiolio, cedettero di schianto. Gli spettatori scapparono dalla tribuna abbattendo una parte della rete di recinzione e alla fine si contarono 167 tra feriti e contusi (di cui una trentina finiti in ospedale); in seguito la partita ebbe regolare inizio e si concluse con il risultato di 3-3, per una situazione di classifica immutata.
L'Ambrosiana era coperta da una assicurazione che la tutelava contro questi rischi ma le cose non andarono per il verso giusto. Appena si seppe che l'assicurazione iniziava a risarcire i danni, diversi spettatori, con tanto di avvocato a rappresentarli, alzarono le proprie pretese e, visto che si sforava il massimale assicurato, la compagnia iniziò a rivalersi sulla società nerazzurra. Il presidente interista Simonotti chiese l'intervento del presidente della F.I.G.C. Leandro Arpinati per evitare il tracollo finanziario. Era già iniziato il campionato 1931-1932 e la situazione non era stata ancora risolta. Dopo che neanche la sua ultima lettera ad Arpinati di metà novembre 1931 sembrò aver sortito alcun effetto, Simonotti decise di lasciare la presidenza dell'Ambrosiana.